# Cobubatha euproptopa
Cobubatha euproptopa är en fjärilsart som beskrevs av Dyar 1914. Cobubatha euproptopa ingår i släktet Cobubatha och familjen nattflyn. Inga underarter finns listade i Catalogue of Life.